# جبل عبید (روستا)
 جبل عبید  به عربی ( جَبل عَبید )، روستایی است در دهستان مُسْتبا از توابع استان حَجّه در کشور یمن در شبه جزیره عربستان.

## جمعیت
جمعیت آن ( ۹۹) نفر (۸ خانوار) می‌باشد.